# Hippotion balsaminae
Hippotion balsaminae là một loài bướm đêm thuộc họ Sphingidae, chi Hippotion.